# Camaguán
Camaguán – miasto w Wenezueli, w stanie Guárico.